# Xenandra heliodes
Xenandra heliodes är en fjärilsart som beskrevs av Felder 1865. Xenandra heliodes ingår i släktet Xenandra och familjen Riodinidae. Inga underarter finns listade i Catalogue of Life.

## Bildgalleri

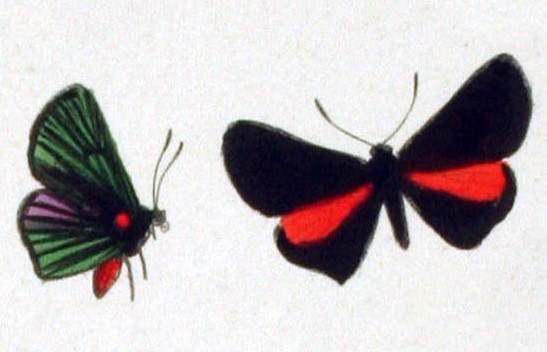